# جورووو
جورووو (به صربی: Džurovo) یک منطقهٔ مسکونی در صربستان است که در پریژپولجه واقع شده‌است. جورووو ۱۷۹ نفر جمعیت دارد.